# Dominic Raacke

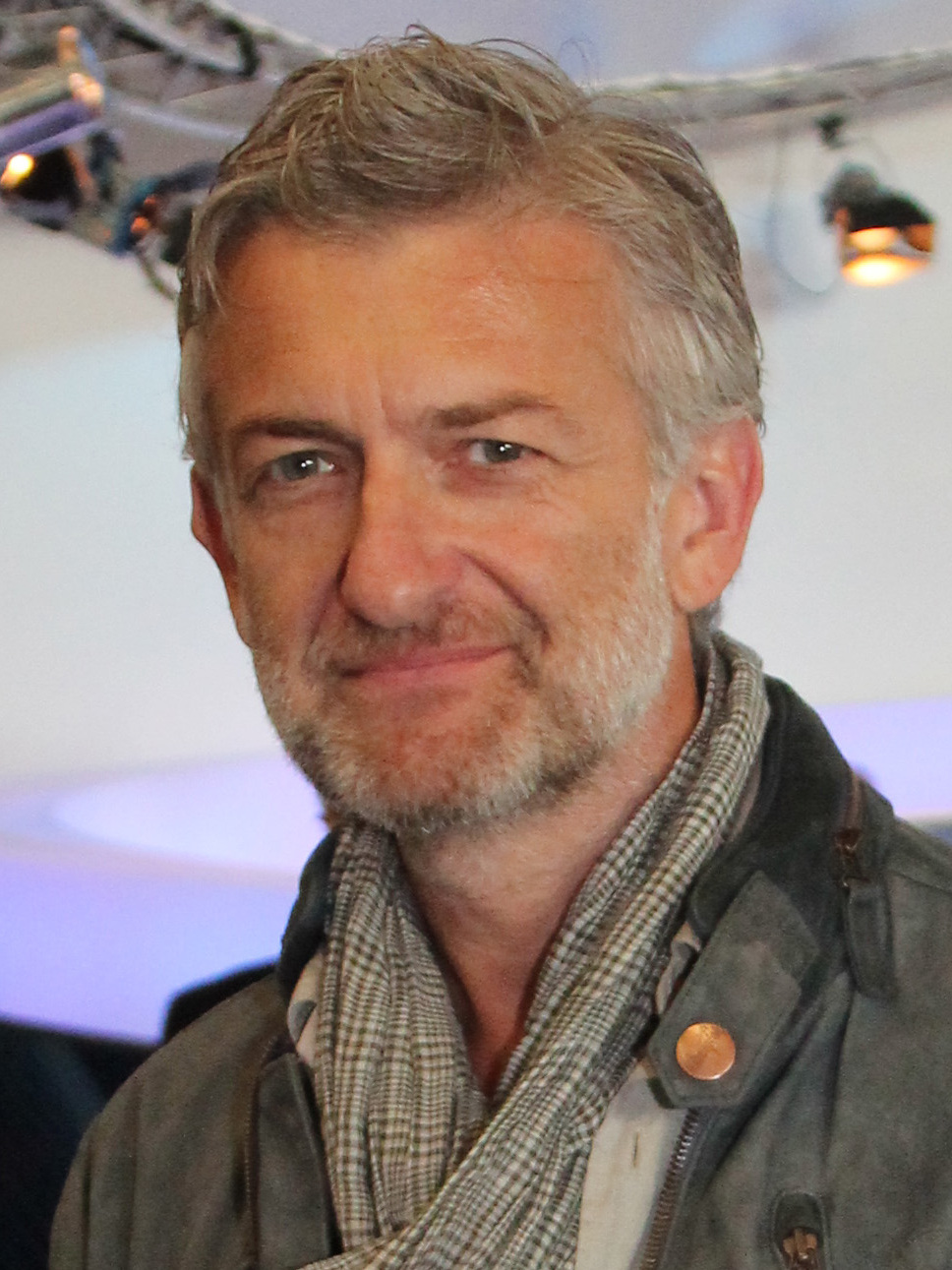
Dominic Raacke, 2011

Dominic Raacke (* 11. Dezember 1958 in Hanau) ist ein deutscher Schauspieler, Drehbuchautor sowie Synchron- und Hörspielsprecher. Seinen Durchbruch hatte er 1983 als Karl Boetzkes in der ARD-Fernsehserie Rote Erde. Einem breiten Publikum wurde er als Berliner Tatort-Kommissar Till Ritter bekannt, den er zwischen 1999 und 2014 spielte.

## Leben
Dominic Raacke ist der Sohn des Designers und Kunstprofessors Peter Raacke (1928–2022) und der Bildhauerin und Designerin Ellen Raacke. Nach der Scheidung der Eltern wuchs er bei seiner Mutter auf. Seine Stiefmutter war die Bildhauerin Angela Kurrer (1945–2011), sein Halbbruder ist der Fotograf Roman Raacke (* 1975).
Raacke entdeckte bereits in jungen Jahren sein Interesse am Schauspiel. Bereits als Kind drehte er Super-8-Filme und produzierte eigene Hörspiele. Raacke besuchte das Gymnasium Hohe Landesschule in Hanau. In der Oberstufe gehörte er zu den ersten Mitgliedern der von dem Lehrer und Autor Erland Schneck-Holze gegründeten Theater-AG und spielte 1976 gemeinsam mit dem späteren Schauspieler Rolf Kanies in deren erster Inszenierung, Georg Büchners Leonce und Lena. Nach dem Abitur 1977 und einer zweijährigen Regie-Hospitanz bei den Städtischen Bühnen Frankfurt übersiedelte Raacke für fünf Jahre in die USA und studierte dort von 1980 bis 1983 am Lee Strasberg Theatre Institute in New York City und am Stella Adler Conservatory of Acting.
Dominic Raacke war von 1988 bis 1993 mit der Schauspielerin Natja Brunckhorst (* 1966) liiert. Aus dieser Verbindung entstammt eine gemeinsame Tochter (* 1991). Von 2000 bis 2007 war er mit der Grafikerin Kristina „Kika“ Schneider verheiratet. Er lebt in Berlin.

## Karriere

### Schauspiel

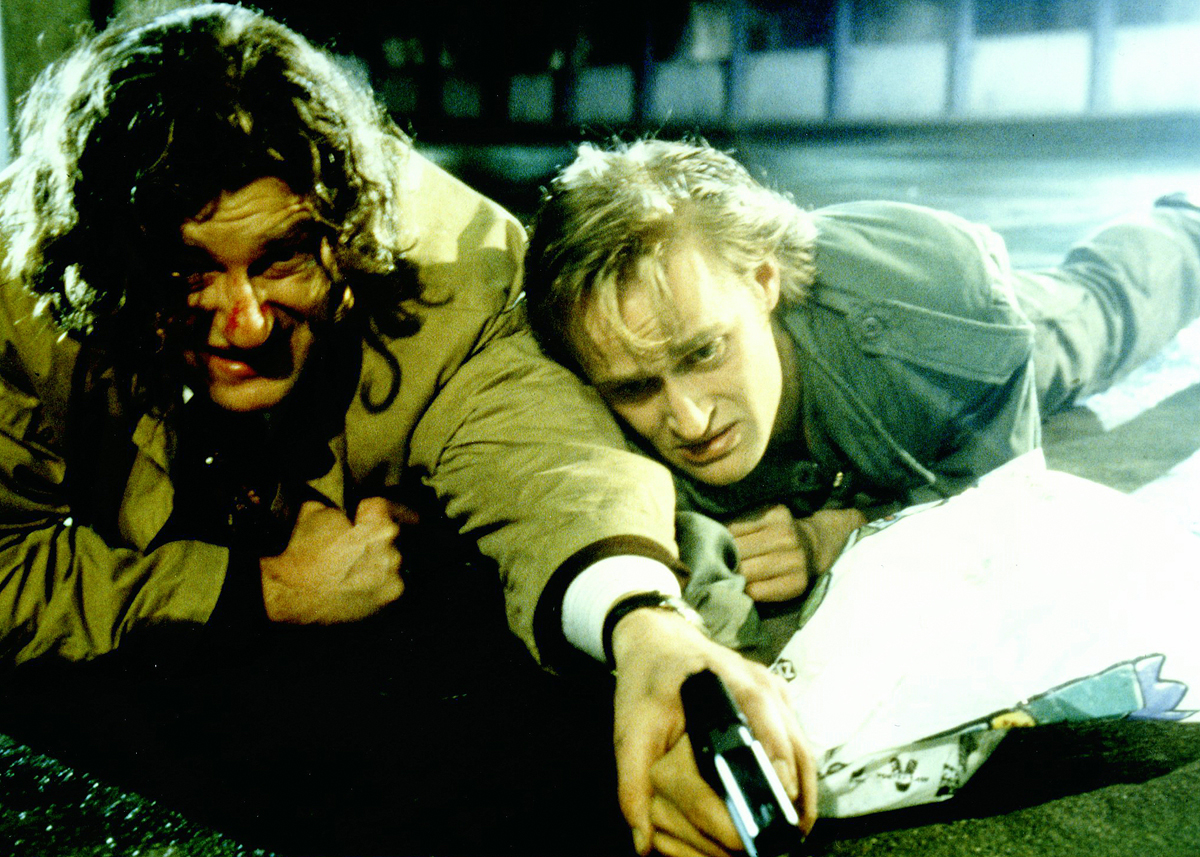
Dominic Raacke (links) und Jürgen Vogel in Polizeiruf 110: Kleine Dealer, große Träume, 1996

1980 gab Raacke unter der Regie von Hans Noever in der BR-Filmproduktion Total vereist an der Seite von Rio Reiser sein Filmdebüt. Es folgten kleinere Rollen wie als Barkeeper in Vivian Naefes Fernsehdrama Zuckerhut. Der Durchbruch gelang ihm 1983 als Karl Boetzkes in der ARD-Fernsehserie Rote Erde. Im selben Jahr war er in Dagmar Dameks Der Sandmann, einer Verfilmung der gleichnamigen Erzählung von E. T. A. Hoffmann, an der Seite von Christoph Waltz zu sehen. Eine weitere Hauptrolle spielte er als alkoholabhängiger Redakteur Georg Dreibrodt in Peter F. Bringmanns Zweiteiler Gambit, die ihm 1987 den Deutschen Darstellerpreis „Chaplin-Schuh“ des Bundesverbandes deutscher Film- und Fernsehregisseure als bester Nachwuchsschauspieler einbrachte.
Es folgten Rollen in zahlreichen weiteren Film- und Fernsehproduktionen, wie etwa an der Seite von Harald Juhnke als Werbefachmann und erfolgloser Hotelier Rainer Towa in der Politsatire Der Papagei (1992) und neben Jürgen Vogel im Polizeiruf 110: Kleine Dealer, große Träume (1996). Bekannt wurde er einem breiten Fernsehpublikum in der ARD-Krimireihe Tatort an der Seite von Stefan Jürgens (bis 2000, 6 Folgen) und Boris Aljinovic (ab 2001) als Berliner Hauptkommissar Till Ritter, den er von 1999 bis 2014 spielte. In der vierteiligen ZDF-Arztserie Der Doc und die Hexe übernahm er zusammen mit Christiane Paul als Chefchirurg Dr. Hans Wunderlich eine der beiden Titelrollen. Von 2016 bis 2017 war er in der dreiteiligen ARD-Filmreihe Eltern allein zu Haus als Dr. Thomas Wichers zu sehen. Raacke wirkte auch in einigen Kinder- und Jugendproduktionen mit, wie als König Albert in Matthias Steurers Märchenadaption Helene, die wahre Braut (2020).

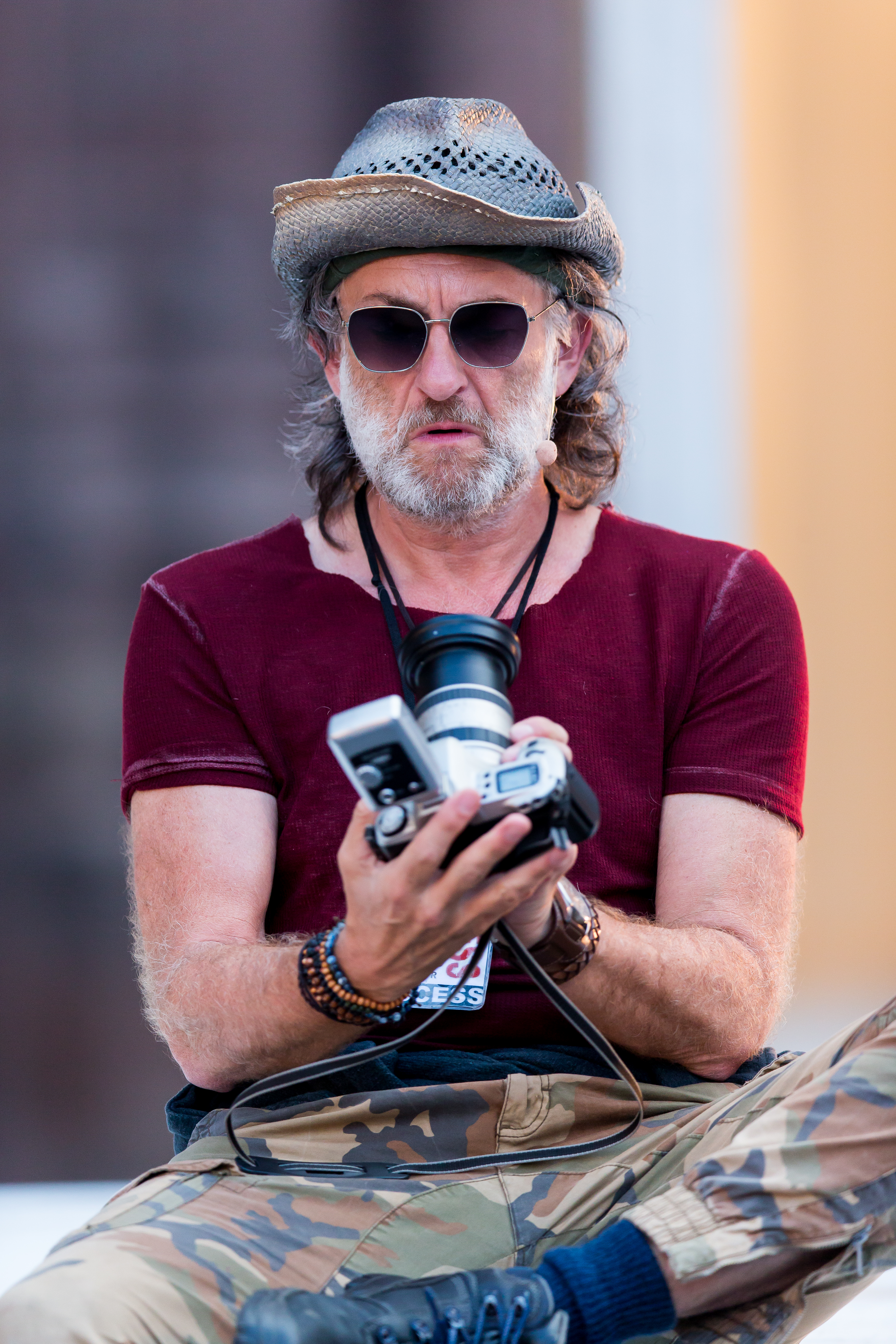
Dominic Raacke als Society Reporter Peter Scheumer bei den Nibelungenfestspielen in Worms 2016

Seit 2016 ist er auch als Theaterschauspieler aktiv. Sein Debüt gab Raacke unter der Regie von Nuran David Calis als Society Reporter Peter Scheumer bei den Nibelungenfestspielen in Worms. Von 2018 bis 2014 spielte er zunächst an der Komödie am Kurfürstendamm, später an der Komödie im Bayerischen Hof, an der Seite von Katja Weitzenböck den erfolgreichen Architekten Arnold in Stefan Vögels Stück Herz und Niere, das von Regisseur Martin Woelffer inszeniert wurde. 2019 war er an der Komödie am Kurfürstendamm in David Hares Bühnenstück Skylight neben Henriette Richter-Röhl als Tom Sergeant in der Hauptrolle zu sehen.
Raacke ist Mitglied der Deutschen Filmakademie.

### Weitere Tätigkeiten
Raacke betätigt sich in Zusammenarbeit mit Regisseur und Co-Autor Ralf Huettner auch als Drehbuchautor. 1994 schrieb er mit ihm das Drehbuch zur siebenteiligen Fernsehserie Um die 30, in der er selbst als Kraftfahrzeugmechatroniker Frank Schott eine der Hauptrollen spielte und erhielt 1996 den Telestar für das „beste Drehbuch“. 2021 setzten Raacke und Huettner dieses Projekt mit der Filmkomödie Um die 50 fort. 1996 schrieb das Duo das Drehbuch für den Erotik-Thriller Der kalte Finger, in der Raacke wiederum die Rolle des Gregor spielte. Ebenso zeichneten Raacke und Huettner für die dreiteilige ZDF-Krimireihe Die Musterknaben (1997 bis 2003), in welcher Jürgen Tarrach und Oliver Korittke die Hauptrollen verkörperten, verantwortlich.
Als Synchronsprecher lieh Raacke 2010 Gerard Butler in dem DreamWorks-Animationsfilm Drachenzähmen leicht gemacht und in den Fortsetzungen 2014 und 2019 seine Stimme.
2021 war Raacke zusammen mit dem Schlagzeuger Stefan Weinzierl und dem Visual Artist Rocco Helmchen in der Science-Fiction-Performance Die Zeitmaschine nach dem Roman von H. G. Wells zu sehen.

## Filmografie

### Spielfilme
- 1980: Total vereist
- 1981: Die Rache der Kannibalen (Cannibal Ferox)
- 1983: Tango im Bauch
- 1983: Zuckerhut
- 1985: Gambit
- 1986: Bibos Männer
- 1986: Lenz oder die Freiheit
- 1987: Der Fluch
- 1988: Die Verlockung
- 1989: Beim nächsten Mann wird alles anders
- 1990: Der schönste Busen der Welt
- 1991: Im ersten Kreis der Hölle
- 1991: Abgetrieben
- 1992: Der Papagei
- 1992: Babylon – Im Bett mit dem Teufel (auch Produzent)
- 1992: Die Eurocops
- 1995: Der kalte Finger (auch Drehbuch)
- 1996: Alle haben geschwiegen
- 1996: Die Musterknaben (Drehbuch)
- 1996: Der Postkartenmörder
- 1997: Die Apothekerin
- 1997: Die Musterknaben 2 (Drehbuch)
- 1998: Auch Männer brauchen Liebe
- 1998: Babyhandel Berlin – Jenseits aller Skrupel
- 1998: Feuerläufer – Der Fluch des Vulkans
- 1998: Titus und der Fluch der Diamanten
- 1999: Das Delphinwunder
- 1999: Männer und andere Katastrophen
- 2000: Lovetrip
- 2003: Die Musterknaben 3 – 1000 und eine Nacht (Drehbuch)
- 2004: Liebe ist die beste Medizin
- 2004: Eurotrip
- 2005: Der Todestunnel – Nur die Wahrheit zählt
- 2005: Spezialauftrag: Kindermädchen
- 2006: Blackout – Die Erinnerung ist tödlich
- 2006: Der fremde Gast
- 2006: Eva Zacharias
- 2007: Wie angelt man sich seine Chefin
- 2009: Mein
- 2011: Uns trennt das Leben
- 2012: Offroad
- 2012: Das Leben ist ein Bauernhof
- 2012: Passion
- 2013: Staudamm
- 2014: Mona kriegt ein Baby
- 2014: Das Glück der Anderen
- 2015: Für eine Nacht... und immer?
- 2016: Therapie
- 2017: Honigfrauen
- 2018: Südstadt
- 2018: Ein Sommer in Oxford
- 2018: Die Auferstehung
- 2020: Enkel für Anfänger
- 2020: Helene, die wahre Braut
- 2021: Um die 50 (auch Drehbuch)
- 2022: Guardian (Kurzfilm)

### Fernsehserien
- 1983: Rote Erde
- 1985: Tatort: Das Haus im Wald
- 1986: Der Fahnder (Folge Jackpot)
- 1990: Ein Fall für zwei (Folge Vaterliebe)
- 1994: Tatort: Der schwarze Engel
- 1995: Um die 30 (7 Folgen; auch Drehbuch)
- 1996: Polizeiruf 110: Kleine Dealer, große Träume
- 1996: Tatort: Schattenwelt
- 1999–2014: Tatort (36 Folgen als KHK Till Ritter, siehe Ritter und Stark)
- 2005: Der Ermittler (Folge Eiskalter Mord)
- 2010–2012: Der Doc und die Hexe (4 Folgen)
- 2016: Die Spezialisten – Im Namen der Opfer (Folge Der heilige Krieger)
- 2016: Helen Dorn: Die falsche Zeugin
- 2017: Der Staatsanwalt (Folge Tyrannenmord)
- 2017: Der Alte (Folge Kein Entrinnen)
- 2017: Ein starkes Team: Treibjagd
- 2017: Eltern allein zu Haus (Trilogie)
  - 2017: Die Schröders (Film 1)
  - 2017: Die Winters (Film 2)
  - 2017: Frau Busche (Film 3)
- 2019: Der Bergdoktor (Folge Ein ganzes Leben)
- 2021: SOKO Leipzig (Folge Für Luise)
- 2021: Das Quartett: Die Tote vom Balkon
- seit 2022: Der Bergdoktor
- 2022: Wendland – Stiller und die Geister der Vergangenheit
- 2024: Mr. & Mrs. Smith (Folge Erster Urlaub)
- 2025: The German

### Synchronrollen
- 2010: Drachenzähmen leicht gemacht als Haudrauf der Stoische für Gerard Butler
- 2014: Drachenzähmen leicht gemacht 2 als Haudrauf der Stoische für Gerard Butler
- 2019: Drachenzähmen leicht gemacht 3: Die geheime Welt als Haudrauf der Stoische für Gerard Butler

## Hörbücher (Auswahl)
- 2007: Ken Kesey: Einer flog über das Kuckucksnest, Patmos-Verlag, ISBN 978-3-491-91230-4
- 2021: H. G. Wells: Die Zeitmaschine, buchfunk Verlag, ISBN 978-3-86847-602-6

## Auszeichnungen
- 1987: Deutscher Darstellerpreis Chaplin-Schuh des Bundesverbandes deutscher Film- und Fernsehregisseure e. V. als bester Nachwuchsschauspieler für Gambit
- 1996: Telestar für das beste Drehbuch für Um die 30 (1994)